# 三村紗枝
三村 紗枝（みむら さえ）は、日本のAV女優。

## 略歴・人物
2010年1月に「三村紗枝」としてAVデビュー。2011年まで活動。
2018年に「七海りな（ななみ りな）」としてAVに復帰。マインズ所属。
2021年3月、Duoエンターテイメントへ移籍し、芸名を「三枝りな」に改める。

## アダルトビデオ
2010年
- 本番解禁!! あの有名現役着エロアイドルが三村紗枝に改名してAVデビュー おチンチン入れちゃいましたスペシャル!!（1月7日、カルマ）
- おしゃぶり予備校 23（3月19日、映天）
- ライブチャット生密着 紗枝と会える!ヤれる!ユーザー募集（5月10日、ブリット）
- アイドル三村紗枝が極太チ○ポ相手に激本番（5月25日、プラネットプラス）
- 今までイメージビデオしか出演経験がない三村紗枝ちゃん（元・藤●なお）の輪姦セックス映像（6月25日、the WoRLd）
- アスリートマニア13 〜格闘家編〜（10月1日、ミル）
- アジア2位 全国1位 148cmの本物空手家（10月7日、V&Rプロダクツ）
- 家庭内地獄 自らの娘を夜這いする鬼畜親父（11月26日、 I.B.WORKS）
- 近親相姦白書 こ●も・夜這い・レイプ（12月13日、KAコーポレーション）
- 日本一空手の強いオンナノコ（12月23日、人間考察）
- 雌嬲会1（12月24日、コレクター）

2011年
- heavy fetish わざわざボコられる為にオナクラに通う男たち（5月25日、ケラ工房）

## 出演

### テレビ
- 東京女子アナ商会 女子アナウンサー役でレギュラー出演（2010年4月〜、パラダイステレビ）

### ウェブテレビ
- あしたのSHOW（2020年12月1日、あしたのSHOWPowered by HIGHBEAM8）アシスタント[2]